# Julianna Lisziewicz
Julianna Lisziewicz (Budapest, 30 marzo 1959) è un'ex cestista ungherese.

## Carriera
Con l'Ungheria ha disputato i Campionati europei del 1976.